# Мезони

Нонет псевдоскалярних мезонів (у центрі знаходяться мезони π, η і η')

Мезо́ни (англ. mesons, нім. Mesone n pl) — родина елементарних частинок, адрони з цілим спіном, які складаються з кварка та антикварка. Нестабільні частинки — найдовший час життя мають піони (2.6×10−8 с).
Від класу баріонів (які теж є адронами) відрізняються відсутністю баріонного заряду і цілим спіном. Бувають електрично зарядженими і нейтральними, дивними, чарівними і красивими (в залежності від аромату кварків, з яких складається мезон), мають цілий (0 або 1) і напівцілий ізотопічний спін. Існують у вигляді частинок і античастинок. Передбачені Юкавою у 1934, відкриті у космічних променях у 1947.
Як частинки із цілим спіном мезони належать до бозонів і підкоряються статистиці Бозе — Ейнштейна.
Беруть участь у всіх трьох видах взаємодії — сильній, електромагнітній та слабкій, при цьому сильна взаємодія превалює (на близьких відстанях).
Обмін мезонами, у низькоенергетичному наближенні, є механізмом сил притягання (і відштовхування на маленькій відстані) між нуклонами.
На 2019 рік відомо понад 200 різних мезонів.

## Історія відкриття
У 1920-х роках стало зрозуміло, що ядра усіх атомів містять протони. Одразу ж виникло питання про природу сил, завдяки яким частинки трималися у ядрі, долаючи електростатичне відштовхування. Було зрозуміло, що відомі на той час взаємодії (електромагнітна і гравітаційна) не можуть підтримувати ядра стабільними. Шлях вирішення цієї проблеми намітився у 1932 році, після того як Джеймс Чедвік відкрив нейтрон.
Вернер Гейзенберг припустив, що нейтрон є комбінацією протона й електрона. Розвиваючи цю гіпотезу, він показав, що ядерні сили можуть виникати за рахунок обміну цим електроном. Щоправда, електрон у цьому випадку повинен був мати незвичайні властивості, а саме нульовий спін, що суперечило тому факту, що електрони, які утворювалися під час бета-розпаду, мали напівцілий спін.
У 1933 році Хідекі Юкава спробував виразити гейзенбергову обмінну силу між протоном і нейтроном у термінології квантової електродинаміки, подібно до сил, що діють між двома електронами, які обмінюються фотоном (на відміну від моделі Гейзенберга, де сили були подібними до ковалентних зв'язків у молекулах). Юкава зумів побудувати математичну модель такої взаємодії. Вона передбачала, що притягання між протоном і нейтроном експоненційно спадає з відстанню, тобто, ядерні сили є близькодійними. Недоліком теорії було те, що вона передбачала порушення законів збереження моменту імпульсу при бета-розпаді.
Того ж року Енріко Фермі оприлюднив свою модель бета-розпаду, що включала нову частинку — нейтрино. Невдовзі після цього Тамм та Іваненко припустили, що гейзенбергові бозе-електрони є парою електрон-нейтрино, і почали розробляти теорію ядерних сил, які діють за рахунок обміну парами цих частинок. Втім, їх розрахунки показали, що таким механізмом можна пояснити або величину таких сил, або їх короткий радіус дії, але не обидві властивості одночасно.
Однак, невдала спроба радянських фізиків допомогла Юкаві по-новому подивитись на власну теорію. Він зрозумів, що суперечності зникнуть, якщо не намагатись пояснити бета-розпад і ядерні сили одним і тим же механізмом, а натомість припустити, що існує ще одне поле, подібне до того, яке запропонував Фермі, але зі значно більшою константою взаємодії. Нуклони притягуються, обмінюючись невідомою раніше частинкою. Він спробував оцінити масу цієї частинки, і отримав значення близько 200 мас електрона. У листопаді 1934 року Юкава представив свої результати, разом із теоретичним обчисленням енергії зв'язку дейтрона.
Втім, частинки такої маси ніколи не спостерігалися в експериментах, тому Юкава зробив висновок, що теорія все ще є неповною. Хоча вже тоді Юкава припускав, що квант нового поля (яке він називав U-полем, а кванти, відповідно, U-квантами) бере участь у взаємодії Фермі, але тільки у 1938 році індійський фізик Хомі Бхабха показав, що з цього випливає дуже коротка тривалість життя частинки у вільному стані — менше 10−8 секунди.
У 1936 році Карл Андерсон і його асистент Сет Неддермеєр за допомогою камери Вільсона відкрили у космічних променях сліди позитивно й негативно заряджених частинок, з масою трохи більшою ніж 200 мас електрона. Це було сприйнято науковим товариством як підтвердження ідей Юкави. Спочатку нові частинки отримали назву мезотрони від грецького μέσος — середній, та за аналогією з назвою електрон, яку пізніше скоротили до мезонів. За спогадами Гамова, від назви мезотрон відмовилися після втручання батька Гейзенберга, професора грецької філології, який пояснив, що в слові електрон частина -тр- не є суфіксом, а отже не має сенсу її перенесення у назву нової частинки. Утім, описують інші шляхи такої зміни.
Крім мезотрона нову частинку називали юконом, важким електроном і легким протоном. Нейтральний мезон називали нейтретто. Проте всі ці назви не прижилися.
У 1947 році італійські фізики Марчелло Конверсі, Етторе Панчіні і Оресте Піччоні показали, що відкриті Андерсеном частинки не захоплюються ядрами, а розпадаються, випромінюючи електрони, а отже не можуть бути частинками Юкави. У тому ж році Сесіль Павелл спостерігав у фотоемульсії сліди інших частинок, які отримали назву π-мезони (від грецького «первинний»), або піони. Продукти розпаду піонів отримали назву μ-мезони (від грецького «проміжний»), або мюони. Пізніше мюони були зіставлені з частинками, знайденими Андерсоном у космічних променях. Також стало зрозуміло, що при їх розпаді крім електрона утворюється ще одна частинка, яка забирає частину енергії. Через слабку взаємодію з речовиною було припущено, що третьою частинкою є нейтрино, що пізніше також підтвердилося. За сучасною класифікацією, мюони не належать до родини мезонів, натомість класифікуються як лептони, тому терміну «μ-мезон» намагаються уникати.
У 1949 році Юкава отримав за свої роботи Нобелівську премію з фізики, а у 1950 її отримав Павелл.
У 1950 році на прискорювачі в Берклі, а пізніше того ж року у космічних променях, були відкриті нейтральні піони. Існування таких піонів підтвердило ідею зарядової інваріантності ядерної взаємодії — будь-яка пара нуклонів (p-p, n-p, n-n) взаємодіє з силою, що залежить від напрямку їх спінів і кутового моменту, але не залежить від того, які саме нуклони беруть участь у цій взаємодії. Ця гіпотеза була висловлена Грегорі Брейтом ще у 1936 році, проте не могла бути підтверджена через брак експериментальних даних щодо p-p і n-n взаємодії.
У 1951 році Фермі сформулював закон збереження ізотопічного спіну, доповнивши стару концепцію Гейзенберга про дублет нуклонів, які мають ізотопічний спін +½ і -½, триплетом піонів, що мають ізотопічний спін -1, 0, +1. А у 1952 році Фермі відкрив, що при бомбардуванні нуклонів піонами на короткий час (10−24 секунди) утворюється важка частинка з ізоспіном 3/2. Такі частинки отримали назву резонанси.

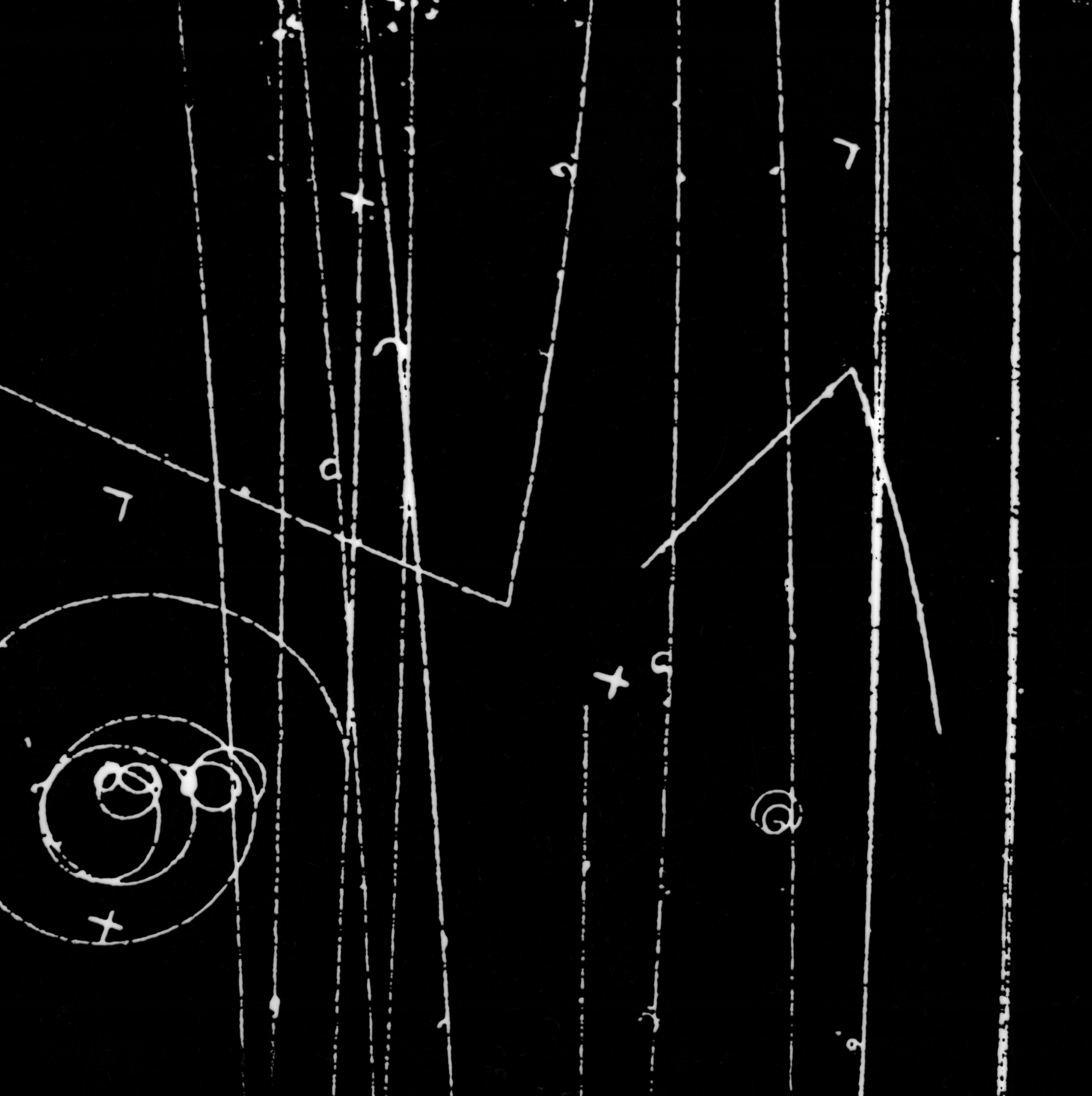
Типова V-подібна форма треків у бульбашковій камері, утворених у розпадах нейтральних К-мезонів. Нейтральний мезон не залишає сліду, але розпадається на два заряджених піони. Подібні треки можуть також залишатися при розпаді лямбда-гіперонів або конверсії фотонів.

У 1947 році Батлер і Рочестер спостерігали в камері Вільсона невідомі раніше частинки, які вони назвали V-частинками, через форму треків, які вони утворювали. У 1949 році група бристольських фізиків спостерігала мезон масою 966 me, що розпадався на два позитивних і один негативних піони, і отримав назву тау-мезон. Пізніше вони ж спостерігали {\displaystyle \varkappa }-мезони, що розпадалися на мюон і нейтральні частинки. У 1953 році було відкрито важкий θ-мезон, що розпадався на позитивний і негативний піони. Пізніше виявилося, що всі дослідники спостерігали одну і ту ж частинку (заряджену і нейтральну), яка мала дуже багато різних каналів розпаду. Ця частинка отримала назву К-мезон, або каон. Каони були першими відкритими дивними частинками. При дослідженні К-мезонів вперше було зафіксоване незбереження парності при слабкій взаємодії.
У 1961 році були відкриті η-мезони (1961) а також мезонні резонанси ρ-мезон і ω-мезон, а у 1962 — φ-мезон. Ріст кількості відомих частинок вимагав нової, більш глибокої теорії адронів. Нею стала теорія кварків, розроблена Маррі Гелл-Манном і Джорджем Цвейгом у 1964 році. Згідно з цією теорією, всі мезони є системою з кварка і антикварка. Наприклад, піони складаються з u-кварка і d-кварка.
У 1974 році одночасно двома групами фізиків був відкритий J/ψ-мезон (через це він має подвійну назву), перший мезон, що мав чарівність. У 1976 році був відкритий D-мезон, що також мав чарівність.
Перший мезон з красою — Іпсилон-мезон був відкритий у 1977 році, а другий, B-мезон — у 1983. Нарешті, Bc мезон, що складається як з чарівного, так і красивого (анти)кварка, був відкритий 1998 року. Відповідно, сучасній науці відомі мезони, що складаються з усіх можливих пар u-, d-, s-, c- та b-кварків та їх антикварків.
Мезони, що містять t-кварк наразі не відомі. Їх існування вважається малоймовірним через надзвичайно короткий час життя t-кварка. 
У 2013 році на великому адронному колайдері був знайдений мезон, що складається не з двох, а з чотирьох кварків — тетракварк. Після цього було відкрито ще кілька мезонів цієї родини. Тетракварки відрізняються від мезонів тим, що, хоча вони й мають цілий спін, їх властивості (такі, як канали розпаду, час життя чи квантові числа) неможливо описати у відповідності до моделі кварк-антикваркової пари, проте описуються у моделях з двома кварками та двома антикварками. Усі відомі наразі тетракварки мають дуже короткий час життя та розпадаються під дією сильної взаємодії.

## Різновиди

### За спіном і парністю

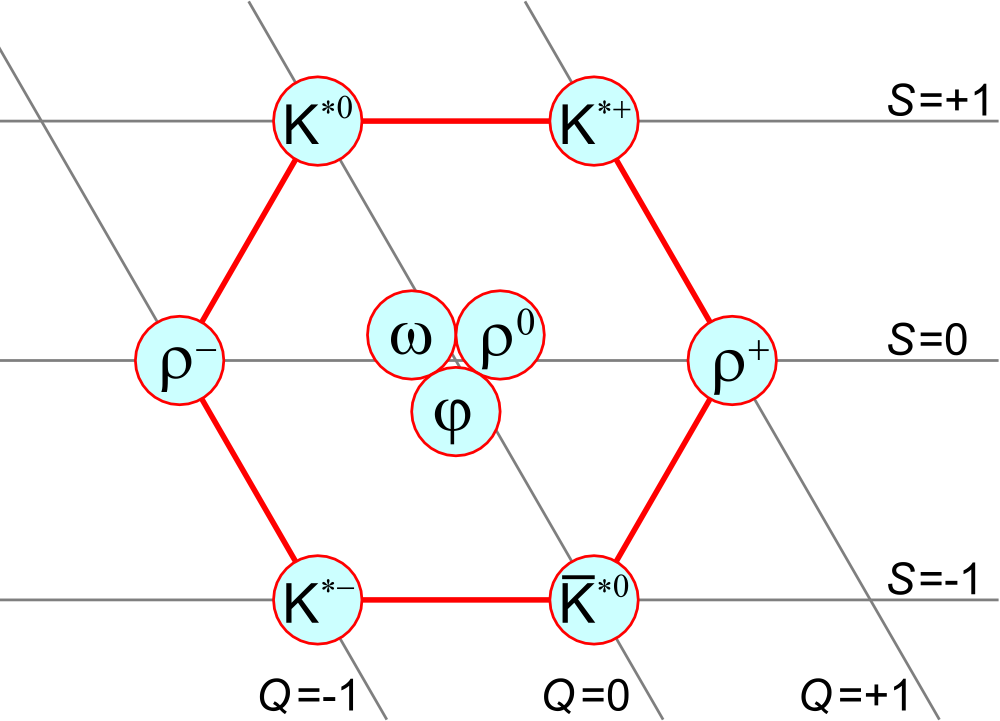
Нонет векторних мезонів

Комбінацію спіна і парності позначають як JP. За цими характеристиками виділяють наступні групи мезонів:
- Псевдоскалярні[en] (JP=0—) — найбільш відома і добре вивчена група. До неї належать, в тому числі, піони — найлегші відомі мезони, які забезпечують притягання нуклонів у атомних ядрах, а також каони, D та B мезони.
- Скалярні[en] (JP=0+) Найлегшим представником цієї групи є f0(500)[2]. Деякі теорії відносять мезони цієї категорії до тетракварків та інших екзотичних мезонів[25][26].
- Векторні[en] (JP=1—). До цієї групи відносяться такі мезони як ρ і ω, які відповідальні за відштовхування нуклонів на маленьких відстанях[27], а також J/ψ та Y мезони.
- Псевдовекторні[en] (JP=1+). Важкі мезони, багато з яких, ймовірно, є екзотичними. Перший відкритий тетракварк відноситься до цієї категорії.
- Тензорні (JP=2+), псевдотензорні[28] (JP=2-) і т. д.

### За будовою

Кваркова структура піону

Діаграма Фейнмана для глюболу, що розпадається на два піони

Історично, мезонами називалися частинки, що складаються з одного кварку і одного антикварку відповідних кольорів (червоного-античервоного, і т. д.)
Більшість мезонів добре вписується в цю схему. Такі мезони поділяють на:
1. Легкі кварки без аромату — кварки, що мають нульові значення важких ароматів (дивність, краса, чарівність).
2. Кварконії — мезони, що складаються з кварку і антикварку одного виду. Такі частинки є абсолютно нейтральними, тобто є власними античастинками. Вони можуть містити важкі кварки, але сумарний аромат частинки все одно дорівнює нулю, тому вони можуть включатися у попередню групу.
3. Мезони, що мають важкі аромати. Такі мезони мають значно більшу масу, проте час життя найлегших з них може бути порівняно великим, через те, що вони можуть розпастися лише з допомогою слабкої взаємодії.

Варто зазначити, що поняття «складу» для мезонів відрізняється від звичного нам. Так, нейтральний піон має наступний кварковий склад:
{\displaystyle \pi ^{0}={\frac {u{\bar {d}}-d{\bar {u}}}{\sqrt {2}}}},
що означає, що при вимірюванні, його стан може випадковим чином виявитися як {\displaystyle u{\bar {u}}} так і {\displaystyle d{\bar {d}}} з рівною імовірністю.
Наївна кваркова модель, згідно якої, всі динамічні ступені свободи частинки пов'язані з кварками, не передбачає існування мезонів з JPС=0——, 0+—, 1—+, 2+— і т. д. Проте, такі мезони існують. Через складну природу їх узагальнено називають екзотичними. Ці мезони, в свою чергу, поділяються на кілька підгруп, в залежності від особливостей будови:
- Глюболи — безкваркові частинки, що складаються лише з взаємодіючих глюонів. Приклад частинки-кандидата — f0(1370)[31].
- Гібридні мезони — містять ступінь свободи, пов'язану з глюоном, але також містять пару кварк-антикварк. Приклад частинки-кандидата — π1(1400)[32]
- Тетракварки — складаються з двох кварків і двох антикварків. Існування таких частинок вже підтверджено. Приклад — X(5568)[22].

### Офіційна номенклатура
Станом на 2019 рік, мезони класифікують за наступними параметрами:
- Ізоспін
- Аромат
- Парність
- C-парність
- Спін

Для мезонів, що мають нульові значення важких ароматів (s, c, b) використовується наступна схема:
| Ізоспін | Кварковий склад                                                                                   | {\displaystyle -+}           | {\displaystyle +-}    | {\displaystyle --}            | {\displaystyle ++}        |
| ------- | ------------------------------------------------------------------------------------------------- | ---------------------------- | --------------------- | ----------------------------- | ------------------------- |
| 1       | {\displaystyle u{\bar {d}}}, {\displaystyle d{\bar {u}}}, {\displaystyle u{\bar {d}}-d{\bar {u}}} | {\displaystyle \pi }         | {\displaystyle b}     | {\displaystyle \rho }         | {\displaystyle a}         |
| 1       | {\displaystyle c{\bar {c}}}                                                                       | {\displaystyle (\Pi _{c})}   | {\displaystyle Z_{c}} | {\displaystyle R_{c}}         | {\displaystyle (W_{c})}   |
| 1       | {\displaystyle b{\bar {b}}}                                                                       | {\displaystyle (\Pi _{b})}   | {\displaystyle Z_{b}} | {\displaystyle (R_{b})}       | {\displaystyle (W_{b})}   |
| 0       | {\displaystyle u{\bar {u}}+d{\bar {d}}+s{\bar {s}},s{\bar {s}}}                                   | {\displaystyle \eta ,\eta '} | {\displaystyle h,h'}  | {\displaystyle \omega ,\phi } | {\displaystyle f,f'}      |
| 0       | {\displaystyle c{\bar {c}}}                                                                       | {\displaystyle \eta _{c}}    | {\displaystyle h_{c}} | {\displaystyle \psi _{c}}     | {\displaystyle \chi _{c}} |
| 0       | {\displaystyle b{\bar {b}}}                                                                       | {\displaystyle \eta _{b}}    | {\displaystyle h_{b}} | {\displaystyle \Upsilon }     | {\displaystyle \chi _{b}} |

Для розрізнення частинок всередині однієї групи використовують такі правила:
1. Нижнім індексом позначається сумарний спін частинки
2. Апострофом позначають стани, що розрізняються коефіцієнтами при складаючих їх кварках
3. У дужках вказують масу частинки в електронвольтах. Для Υ-, ψ- і χ-мезонів замість маси у дужках позначають спектральний терм(1S, 2S і т. д.), якщо він відомий.

У позначеннях найлегших піонів і ета-мезону масу і спін опускають, для перших ро- фі- і омега-мезону опускають лише спін.
Для інших мезонів використовуються наступні правила:
1. Велика курсивна літера позначає найважчий кварк у мезоні, {\displaystyle s\to {\bar {K}},c\to D,b\to {\bar {B}}}. Завдяки такій схемі, позитивно заряджені частинки мають позитивний аромат і ізоспін.
2. Нижній індекс позначає аромат легшого кварку (u- і d-кварки не позначаються)
3. Якщо мезон входить до нормального ряду {\displaystyle J^{c}=0^{+},1^{-},2^{+},3^{-}...}, то до позначення додається зірочка
4. Спін також позначається нижнім індексом, за винятком псевдоскалярних і векторних мезонів.

Мезони, які не можна віднести до якоїсь групи, через те, що їх квантові числа поки що невідомі, або з інших причин, позначають латинською літерою X, до якої додається позначення маси в дужках. Раніше для таких мезонів використовували також літери Y і Z, через що в літературі можна зустріти термін XYZ-мезони, для позначення погано вивчених або екзотичних мезонів.
Зв'язаний стан топ- і антитоп-кварку не зафіксований, проте для нього зарезервована назва — тета-мезон.